# Schwedische Badmintonmeisterschaft 1970
Die Schwedische Badmintonmeisterschaft 1970 fand Anfang 1970 in Malmö statt. Es war die 34. Austragung der nationalen Titelkämpfe im Badminton in Schweden.

## Finalergebnisse
| Disziplin    | Sieger                        | Finalist                        | Ergebnis     |
| ------------ | ----------------------------- | ------------------------------- | ------------ |
| Herreneinzel | Sture Johnsson                | Kurt Johnsson                   | 15-6, 15-10  |
| Dameneinzel  | Eva Twedberg                  | Eva Nordin                      | 11-0, 11-1   |
| Herrendoppel | Sture Johnsson Gert Perneklo  | Gert Nordqvist Rolf Hansson     | 15-11, 15-12 |
| Damendoppel  | Lena Andersson Eva Twedberg   | Kathryn Ekengren Marianne Vlykt | 15-9, 15-5   |
| Mixed        | Kurt Johnsson Karin Lindquist | Thomas Kihlström Eva Nordin     | 15-7, 15-8   |